# Buttstädt
Buttstädt – miejscowość i gmina (Landgemeinde) w Niemczech, w kraju związkowym Turyngia, w powiecie Sömmerda. Do 31 grudnia 2018 jako miasto było siedzibą wspólnoty administracyjnej Buttstädt.
1 stycznia 2019 do Buttstädt przyłączono gminy Ellersleben, Eßleben-Teutleben, Großbrembach, Guthmannshausen, Hardisleben, Kleinbrembach, Mannstedt, Olbersleben oraz Rudersdorf, które stały się jej dzielnicami (Ortsteil).

## Współpraca Miejscowości partnerskie[3]:
- Freinsheim, Nadrenia-Palatynat
- Ludzie związani z Buttstädt
- 1941 r. w Buttstädt został publicznie powieszony polski jeniec wojenny Stanisław Skolimowski ur. 08. maja 1909 r. w Siedlcach. Od 15. października 2011 r. kamień pamięci upamniętnia tę zbrodnię[4].

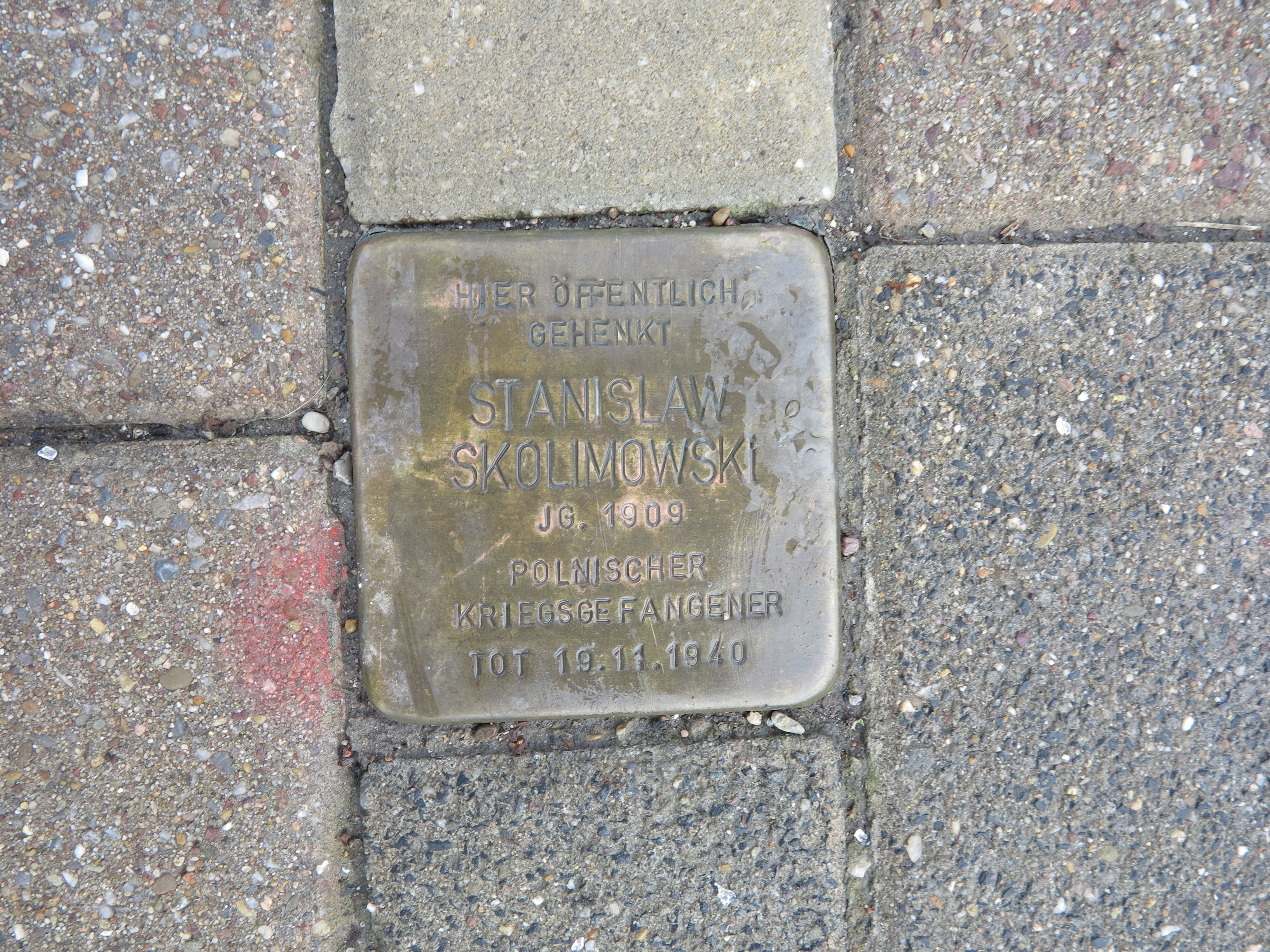

## Współpraca Miejscowości partnerskie:

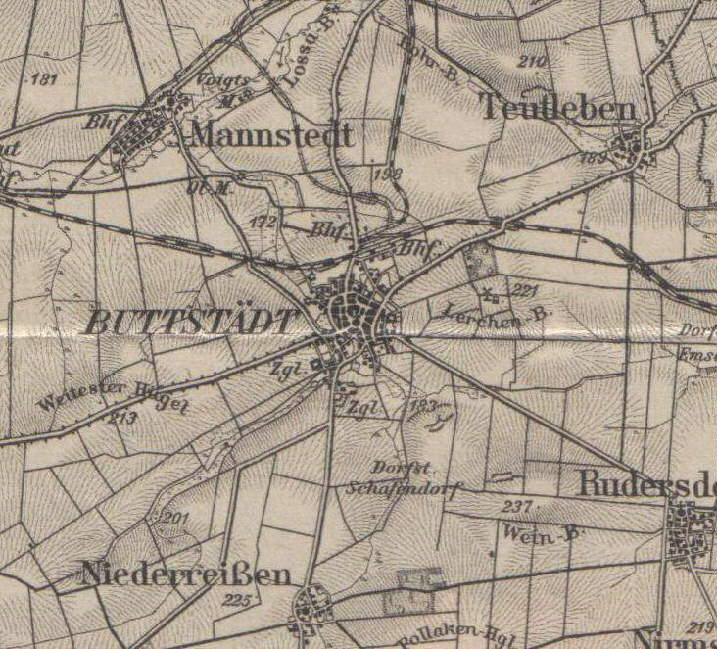
Buttstädt w 1921 roku